# Dystrykt Mirpur Khas
Dystrykt Mirpur Khas (urdu: ضِلع مِيرپُورخاص) – dystrykt w południowym Pakistanie w prowincji Sindh. W 1998 roku liczył 905 935 mieszkańców (z czego 52% stanowili mężczyźni) i obejmował 148 470 gospodarstw domowych. Siedzibą administracyjną dystryktu jest Mirpur Khas.